# SSU Politehnica Timișoara
SSU Politehnica Timișoara, cunoscut sub numele de Politehnica Timișoara, Poli Timișoara, sau pe scurt Poli, este un club de fotbal din Timișoara, România, care evoluează în prezent în Liga a III-a.
După dizolvarea echipei FC Politehnica Timișoara în 2012, echipa ACS Recaș a fost mutată la Timișoara și redenumită în ACS Poli Timișoara, preluând palmaresul fostei echipe de la Primăria Timișoara. Suporterii însă, nefiind de acord cu această decizie, precizând că echipa nu poate fi considerată continuatoarea tradiției politehnicii, au decis să formeze o echipa de amatori în Liga a V-a. Universitatea Politehnica Timișoara a cedat marca și palmaresul clubului FC Politehnica Timișoara pentru utilizare gratuită clubului ACS Poli în perioada 2012–2021, dar apoi a mutat brandul la ASU Politehnica începând cu 2021.
Culorile tradiționale ale clubului sunt alb și violet, Timișorenii disputându-și meciurile de pe teren propriu pe Stadionul Dan Păltinișanu din Timișoara, care are o capacitate de 32.972 de locuri. Poli are o rivalitate aprigă cu UTA Arad, meciurile dintre cele două fiind cunoscute sub numele de Derbiul Vestului.

## Istoric

### Înființarea (2012)
În vara anului 2012, clubul FC Politehnica Timișoara nu a primit licența și s-a desființat. Pentru ca orașul să nu rămână fără o echipă de fotbal, primarul Nicolae Robu a decis să mute echipa ACS Recaș la Timișoara și să o redenumească ACS Poli Timișoara. Suporterii au considerat-o o simplă manevră politică și nefiind de acord cu ea, au decis să formeze o nouă echipă de amatori, pe care au înscris-o în Liga a V-a. Cu toate că ASU Politehnica nu este succesorul de drept al clubul înființat în 1921, această este singura echipă pe care suporterii o consideră drept continuatoarea spiritului culorilor alb-violete ale Timișoarei.

### Ligile județene (2012–2015)
În primul său sezon de la înființare, ASU Politehnica a terminat pe locul secund în sezonul 2012–2013 al Ligii a V-a și a promovat la masa verde în Liga a IV-a Timiș pe motiv că echipa de fotbal Spartak Gottlob nu s-a înscris in Liga a IV-a Timiș, fiind prima clasată la finalul competiției. Politehnica a terminat din nou pe locul secund în Liga a IV-a Timiș, dar de această dată nu asigura și promovarea în Liga a III-a. În anul următor, echipa a câștigat campionatul și s-a calificat în barajul pentru promovare, unde a întâlnit Voința Lupac. În meciul tur, Politehnica a câștigat cu 5-1, iar în meciul retur a pierdut cu 1-2. Învingând astfel cu 6-3, echipa a promovat în Liga a III-a.

### Fotbalul divizionar (2015–prezent)
ASU Poli a debutat foarte bine în sezonul 2015-2016 al Ligii a III-a cu o victorie 3-0 împotriva Minerului Motru. A urmat prima victorie în deplasare (3-1) contra echipei Millenium Giarmata, iar în etapa a treia au reușit să învingă vicecampioană din sezonul precedent, Metalurgistul Cugir, cu scorul de 2–0. La finalul sezonului, ASU Poli a câștigat seria a patra și a promovat în Liga a II-a, învingându-și contracandidatele Performanța Ighiu și Metalurgistul Cugir. În sezonul 2016-2017, formația timișoreană a ajuns până în faza șaisprezecimilor Cupei României, unde a pierdut cu 3-0 în fața Pandurii Târgu Jiu. Timișorenii termină sezonul Ligii a II-a cu ceva emoții, reușind locul 15 cu 38 de puncte acumulate.
Următorul sezon este mult mai bun pentru alb-violeți care termină pe locul 7 în clasament cu 57 de puncte acumulate (echipa a primit o penalizare de 3 puncte pentru ieșirea de pe teren în meciul cu UTA Arad). Sezonul 2018-2019 este în aceeași notă, ASU Poli reușind locul 10 la final, evitând emoțiile retrogradării. În sezonul 2019-2020, echipa se confruntă cu dificultăți, menținându-se mai mereu în a doua parte a clasamentului. În martie 2020, din cauza Pandemiei de COVID-19, sezonul a fost suspendat. Ulterior, FRF a decis ca primele șase echipe din clasament până în acel moment să se califice într-un play-off pentru promovarea în Liga I, iar pentru restul echipelor sezonul să se încheie. Cu 32 de puncte acumulate în 22 de meciuri, ASU Poli a terminat pe locul 11.

## Palmares
- Liga a III-a
  - Campioană: (1) 2015-2016
  - Vicecampioană (2) 2023-2024, 2024-2025

- Liga a IV-a - Județul Timiș
  - Campioană (1): 2014-2015
  - Vicecampioană (1): 2013-2014

- Liga a V-a - Județul Timiș
  - Vicecampioană (1): 2012-2013

## Parcursul competițional
| Sezon   | Nivel | Divizie                       | Loc    | Cupa României |
| ------- | ----- | ----------------------------- | ------ | ------------- |
| 2024–25 | 3     | Liga a III-a (Seria a IX-a)   | 2      | Turul trei    |
| 2023–24 | 3     | Liga a III-a (Seria a VIII-a) | 2      |               |
| 2022–23 | 2     | Liga a II-a                   | 19 (R) |               |
| 2021–22 | 2     | Liga a II-a                   | 15     | Sferturi      |
| 2020–21 | 2     | Liga a II-a                   | 6      | Optimi        |
| 2019–20 | 2     | Liga a II-a                   | 11     | Turul trei    |
| 2018–19 | 2     | Liga a II-a                   | 10     | Șaisprezecimi |

| Sezon   | Nivel | Divizie                     | Loc      | Cupa României |
| ------- | ----- | --------------------------- | -------- | ------------- |
| 2017–18 | 2     | Liga a II-a                 | 7        | Șaisprezecimi |
| 2016–17 | 2     | Liga a II-a                 | 15       | Șaisprezecimi |
| 2015–16 | 3     | Liga a III-a (Seria a IV-a) | 1 (C, P) |               |
| 2014–15 | 4     | Liga a IV-a (TM)            | 1 (C, P) | Turul doi     |
| 2013–14 | 4     | Liga a IV-a (TM)            | 2        |               |
| 2012–13 | 5     | Liga a V-a (TM)             | 2 (P)    |               |

## Stadion

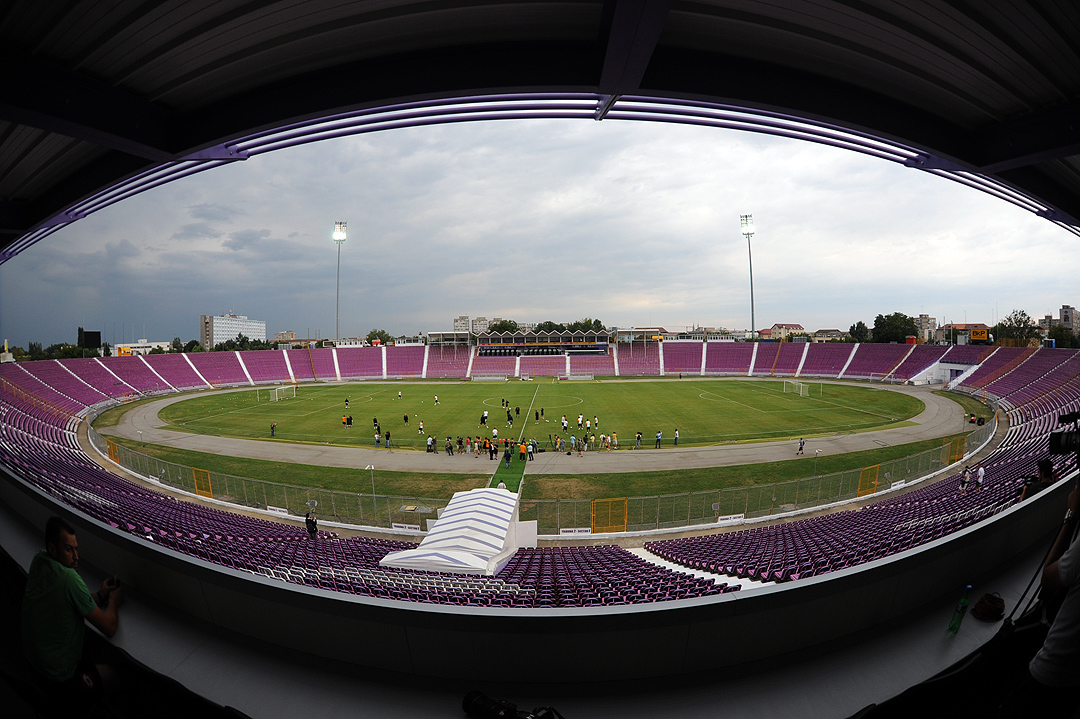
Stadionul "Dan Păltinișanu"

Principalul stadion din oraș este „Dan Păltinișanu”, stadion legat de fostul club FC Politehnica, ai cărei fani au fondat echipa ASU Politehnica. Acest stadion este al doilea ca mărime din România și a fost construit în anul 1963, când avea 40.000 de locuri, iar în ultimii ani a suferit numeroase lucrări de modernizare. În prezent are capacitatea de 32.972 de locuri și instalație de nocturnă de 1456 lucși. Stadionul poartă numele fotbalistului timișorean Dan Păltinișanu (1951-1995) care a jucat 10 sezoane la FC Politehnica Timișoara. Deținut de primărie, utilizarea stadionului a fost împărțită de SSU Politehnica cu concitadinele ACS Poli și Ripensia.
În 2019 însă, în perspectiva intrării în renovare a stadionului Dan Păltinișanu, SSU Politehnica s-a mutat pe mai micul stadion „Știința”. Un alt vechi stadion (construit în 1928) și legat și el de numele fostei FC Politehnica (care a jucat aici timp de 35 de ani, până în 1963), acesta este administrat și deținut de Universitatea „Politehnica” din Timișoara și se află în campusul acesteia.
Începând cu anul 2026 și pană în anul 2028, Poli Timișoara își va putea juca meciurile de pe teren propriu, pe Stadionul „Eroii Timișoarei”, acum în curs de realizare.

## Suporteri

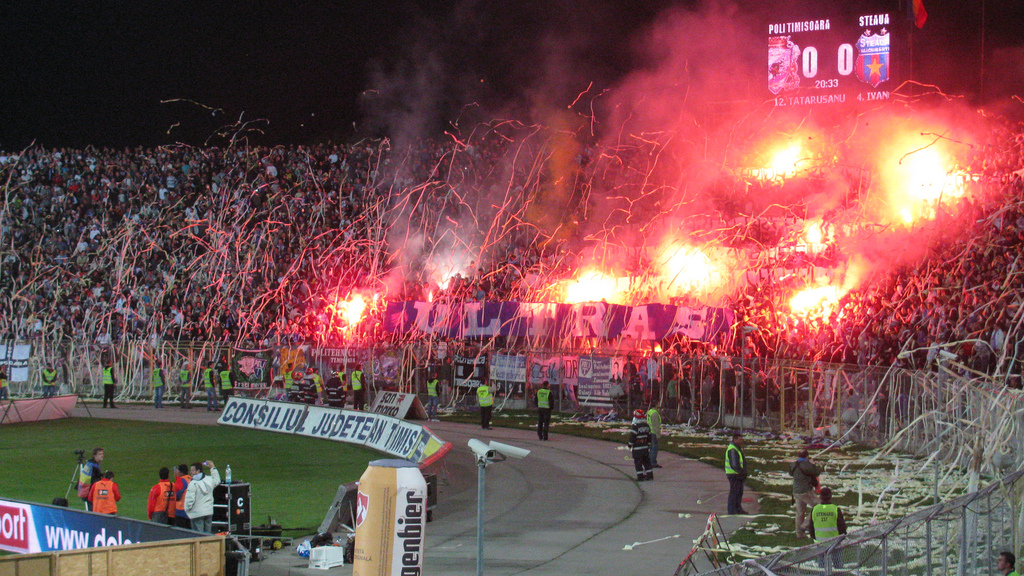
Suporterii echipei la un meci cu Steaua București

Echipa a fost fondată de fanii fostei echipe FC Politehnica Timișoara, cel mai proeminent club de fotbal din Timișoara după 1945, jucând consecvent fie în primul, fie în al doilea eșalon al fotbalului românesc. Rivalitățile locale cu CFR Timișoara și UM Timișoara au fost relevante până la începutul anilor 2000. Ulterior, primul a fost retrogradat la un statut semi-profesionist în ligile inferioare, iar cel de-al doilea a fost desființat în 2008. O rivalitate locală mai recentă a apărut încă din anii 2010, cu Ripensia Timișoara. SSU Poli are mulți fani în România, dar și în alte țări. 
Commando Viola Ultra Curva Sud (pe scurt CVUCS) s-a înființat în anul 1995 ca galerie organizată a echipei FC Politehnica Timișoara. Fanii, aflați la peluza sud a stadionului, erau renumiți pentru modul lor de a-și susține echipa favorită, și totodată pentru atitudinea și scandările lor anti-București, care sunt adresate în special celor de la Dinamo București și Steaua București. De-a lungul anilor, fanii Politehnicii și-au stabilit prietenii strânse cu susținătorii echipelor Rapid București și Borussia Mönchengladbach.
Exemple de grupări din Peluza Sud Timișoara sunt: CVUCS '95, Drojdierii '02, Batalion Giroc '02, Urban Guerilla '04, GAV '07, MCMXXI '07, Gruppo Soarelui '08, Frenetic '13, Ultras Bastion '14.
Organizația „Druckeria” a suporterilor poliști s-a alăturat echipei Universității Politehnica în 2012, a refuzat să susțină ACS Poli Timișoara, echipa finanțată de primăria orașului, și finanțează prin cotizații activitatea echipei.

### Rivalități
De-a lungul anilor, Poli a dezvoltat rivalități cu UTA Arad și Dinamo București. Rivalitatea cu UTA, cunoscută și sub numele de Derbiul Vestului, provine din competiția naturală dintre orașele Timișoara și Arad, care sunt situate aproape unul de celălalt și sunt principalele orașe din regiune. Atât Timișoara cât și Aradul susțin că sunt primul loc în care s-a jucat fotbal în România, Arad fiind adevăratul prim oraș din România care a găzduit un meci de fotbal. Alte rivalități sunt împărțite cu CFR Cluj, Bihor Oradea, Steaua București și Universitatea Craiova.

## Lotul actual
La 11 iunie 2025.
| Nr. |          | Poziție | Jucător               |
| --- | -------- | ------- | --------------------- |
|     | România  | P       | George Păduraru⁠(d)    |
|     | România  | F       | Cătălin Oanea⁠(d)      |
|     | Croația  | M       | Karlo Plantak⁠(d)      |
|     | Bulgaria | M       | Aleksandăr Țvetkov⁠(d) |
|     | România  | M       | Cosmin Bîrnoi         |
|     | România  | M       | Alin Ignea⁠(d)         |
|     | România  | F       | Ioan Mera             |

| Nr. |                            | Poziție | Jucător                     |
| --- | -------------------------- | ------- | --------------------------- |
|     | Statele Unite ale Americii | M       | Roberto Hațegan⁠(d)          |
|     | România                    | F       | Claudiu Pamfile⁠(d)          |
|     | Italia                     | A       | Erik Gerbi⁠(d)               |
|     | România                    | P       | Rareș Murariu⁠(d)            |
|     | România                    | F       | Cristian Scutaru            |
|     | Australia                  | P       | Harrison Devenish-Meares⁠(d) |